# Pomatorhin de Naung Mung
Napothera naungmungensis
Espèce
Le Pomatorhin de Naung Mung (Napothera naungmungensis) est une espèce d'oiseaux de la famille des Pellorneidae.

## Répartition
Cet oiseau est endémique du Nord de la Birmanie.